# Uke Tellegen-Veldstra
Uilkje (Uke) Tellegen-Veldstra (Akkrum, 22 december 1910 – De Bilt, 11 januari 1991) was een Nederlands onderwijzeres en politicus.

## Familie
Tellegen werd geboren in een Fries arbeidersgezin als dochter van Pieter Veldstra en Geertje Hoekstra. Haar vader was fabrieksarbeider, wethouder en lid van de Provinciale Staten van Friesland. Ze trouwde in 1935 met de analist Albertus Marinus Tellegen. Uit dit huwelijk werden vier kinderen geboren.

## Loopbaan
Tellegen werd opgeleid aan de rijkskweekschool voor onderwijzers in Utrecht en werkte tot haar huwelijk als onderwijzeres. Na de oorlog was ze directeur van de kweekschool voor kleuteronderwijs in Utrecht (1945-1948).
Tellegen was lid van de PvdA. Ze werd in 1946 verkozen in de tijdelijke gemeenteraad van Maarssen en bleef gemeenteraadslid tot 1955. Daarnaast was ze lid van de Provinciale Staten van Utrecht (1946-1974), lid van de Tweede Kamer der Staten-Generaal (1956-1963) en lid van Gedeputeerde Staten van Utrecht (1962-1971). In de Kamer sprak ze alleen over onderwijsvraagstukken. Ze was als gedeputeerde en bestuurslid in 1970/1971 nauw betrokken bij de affaire-Dennendal rond de door directeur Carel Muller doorgevoerde vernieuwingen in de zwakzinnigenzorg, dit leidde ook tot spanningen in haar eigen partij. In 1971 trok ze zich terug als gedeputeerde.
Tellegen-Veldstra overleed in 1991, op 80-jarige leeftijd.
- Biografisch Portaal: 00497866
- Parlement.com: vg09lla9xyxz
- Virtual International Authority File: 6505153063249519320001
- WorldCat: E39PBJxMgbgp7wYWvjYyHmg7pP